# Ковалёв, Антон Анатольевич
Антон Анатольевич Ковалёв (род. 3 июля 1997, Омск) — российский хоккеист, нападающий.

## Биография
Воспитанник омского «Авангарда», первый тренер Виктор Зыков. В сезонах 2014/15 — 2017/18 играл в команде МХЛ «Омские ястребы», в сезоне-2016/17 стал лучшим снайпером лиги (41 шайба в 53 матчах), участник Матчей всех звёзд МХЛ и КХЛ. 31 января 2017 года дебютировал в КХЛ — в домашнем матче «Авангарда» против «Амура» (2:4) провёл 8 секунд. Играл в ВХЛ в фарм-клубах «Сарыарка» Караганда (2017/18, 14 матчей), «Югра» Ханты-Мансийск (2018/19, 17 матчей), «Ижсталь» Ижевск (2019/20, 35 матчей). В сезоне-2018/19 также провёл один матч за клуб второго чешского дивизиона «Йестржаби» Простеёв, отправившись в октябре в «Пардубице».
6 июля 2020 года перешёл в систему екатеринбургского «Автомобилиста». Провёл 13 матчей за «Горняк» Учалы и 16 ноября перешёл в «Тамбов». 13 июля 2021 года перешёл в «Дизель». 25 сентября 2023 года подписал двустроннее соглашение до конца сезона с «Авангардом», сыграл 43 матча за «Омские крылья» в ВХЛ и три — за «Авангард». 9 апреля 2024 года продлил контракт на год. Отыграл сезон-2024/25 в «Омских крыльях» и 1 июня 2025 года покинул клуб.